# Trichilogaster esculenta
Trichilogaster esculenta is een vliesvleugelig insect uit de familie Pteromalidae. De wetenschappelijke naam is voor het eerst geldig gepubliceerd in 1947 door Ferrière.